# Oud-Beijerland
Oud-Beijerland és un antic municipi de la província d'Holanda del Sud, al sud dels Països Baixos. L'1 de gener del 2021 tenia 24.670 habitants repartits sobre una superfície de 19,61 km² (dels quals 0,85 km² corresponen a aigua).
Limita al nord amb Spijkenisse i Albrandswaard, a l'est amb Binnenmaas i al sud amb Korendijk i Cromstrijen. L'1 de gener de 2019 va fusionar amb Korendijk, Strijen, Cromstrijen i Binnenmaas i formar el municipi nou Hoeksche Waard. La nova entitat amb uns 85.000 habitants (2018) és un dels municipis més grossos dels afores de Rotterdam.

## Veïnats
- Greup
- Vuurbaken
- Zinkweg